# Макролепиота
Макролепио́та (лат. Macrolepiota) — род грибов семейства Шампиньоновые.
Просторечное название макролепиоты — гриб-зонтик; часто «зонтиками» называют и другие грибы, относящиеся к близким родам (лепиота, хлорофиллум, цистодерма).
Наиболее известные виды съедобны, некоторые считаются деликатесными.

## Таксономия
Научные синонимы (гетеротипные):
- Lepiota (Pers.) Gray, 1821
- Lepiotella Rick, 1938
- Rickella Locq., 1952
- Volvolepiota Singer, 1959

Название рода происходит от др.-греч. μακρός — «большой» и названия рода Lepiota.
Род учреждён Р. Зингером в 1948 г., который выделил его из рода Lepiota s. l. Морфологически близок к родам Хлорофиллум (Chlorophyllum), Белошампиньон (Leucoagaricus) и Белонавозник (Leucocoprinus), систематическое положение многих представителей этих родов до конца XX в. не было окончательно выясненным.

## Описание
Плодовые тела от средних до крупных размеров, шляпконожечные, центральные. Тип развития — пилеокарпный.
Шляпка в молодом возрасте яйцевидная или полушаровидная, у зрелых грибов плоская или ширококолокольчатая, толсто- или тонкомясистая, белая или светлая, с низким, округлым или заострённым бугорком. Кожица от беловатой до коричневой, сохраняется на бугорке, на остальной поверхности быстро растрескивается и образует чешуйки.
Мякоть шляпки белая, у некоторых видов окрашивается при повреждении.
Ножка цилиндрическая, полая, иногда выполненная, волокнистая, часто с клубневидным основанием, легко отделяется от шляпки.
Пластинки свободные, белые или светло-кремовые, частые, возле ножки образуют тонкий хрящевидный коллариум.
Остатки покрывала. Кольцо плёнчатое, белое или буроватое, подвижное. Вольва отсутствует.
Споровый порошок белый или кремовый.
Споры эллипсоидные, гладкие, бесцветные, метахроматичные, с порой прорастания.
Трама пластинок правильная или почти правильная.
Хейлоцистиды имеются, плевроцистиды отсутствуют.

## Экология
В основном сапротрофы, растут на почве в лесах и различных посадках, чаще в светлых местах — на полянах, опушках, вдоль просек, вне леса — на лугах, полях, в степи, иногда в оранжереях. Распространены на всех континентах, кроме Антарктиды.

## Виды
Список видов, зарегистрированных в базе данных «Species Fungorum»:
- Macrolepiota albuminosa (Berk.) Pegler, 1972
- Macrolepiota brunnescens Vellinga, 2003
- Macrolepiota clelandii Grgur., 1997
- Macrolepiota detersa Z.W. Ge, Zhu L. Yang & Vellinga, 2010
- Macrolepiota dolichaula (Berk. & Broome) Pegler & R.W.Rayner, 1969
- Macrolepiota excoriata (Schaeff.) Wasser, 1978 — Гриб-зонтик белый, или полевой
- Macrolepiota fuligineosquarrosa Malençon, 1979
- Macrolepiota fuliginosa (Barla) Bon, 1977 [syn.  Macrolepiota permixta auct.]
- Macrolepiota gracilenta (Krombh.) Wasser, 1978 — Гриб-зонтик изящный, или тонкий
- Macrolepiota konradii (Huijsman ex P.D.Orton) Mos., 1967 — Гриб-зонтик Конрада
- Macrolepiota mastoidea (Fr.) Singer, 1951 — Гриб-зонтик сосцевидный
- Macrolepiota permixta (Barla) Pacioni, 1979
- Macrolepiota procera (Scop.) Singer, 1948 typus — Гриб-зонтик пёстрый, или большой, или высокий
- Macrolepiota pulchella de Meijer & Vellinga, 2003

Виды, перенесённые в другие роды:
- Macrolepiota abruptibulba (R.Heim) Heinem., 1969 = Chlorophyllum abruptibulbum (R.Heim) Vellinga, 2002
- Macrolepiota alborubescens (Hongo) Hongo, 1986 = Chlorophyllum alborubescens (Hongo) Vellinga, 2002
- Macrolepiota bohemica (Wichanský) Krieglst., 1981 =  Macrolepiota brunnea (Farl. & Burt) Wasser, 1993 = Chlorophyllum brunneum (Farl. & Burt) Vellinga, 2002
- Macrolepiota globosa (Mossebo), 2000 = Chlorophyllum globosum (Mossebo) Vellinga, 2002
- Macrolepiota neomastoidea (Hongo) Hongo, 1986 = Chlorophyllum neomastoideum (Hongo) Vellinga, 2002
- Macrolepiota olivieri (Barla) Wasser, 1980 = Chlorophyllum olivieri (Barla) Vellinga, 2002
- Macrolepiota puellaris (Fr.) Mos., 1967 =  Macrolepiota nympharum (Kalchbr.) Wasser, 1985 = Leucoagaricus  nympharum (Kalchbr.) Bon, 1977 — Гриб-зонтик девичий
- Macrolepiota rhacodes (Vittad.) Singer, 1951 =  Macrolepiota venenata Bon, 1979 = Chlorophyllum rhacodes (Vittad.) Vellinga, 2002 — Гриб-зонтик краснеющий